# Metacatharsius pollicatus
Metacatharsius pollicatus är en skalbaggsart som beskrevs av Edgar von Harold 1878. Metacatharsius pollicatus ingår i släktet Metacatharsius och familjen bladhorningar. Inga underarter finns listade i Catalogue of Life.